# 더디 크레이비츠의 수습 기간
더디 크레이비츠의 수습 기간(The Apprenticeship Of Duddy Kravitz)은 캐나다에서 제작된 테드 코체프 감독의 1974년 코미디, 드라마 영화이다. 리처드 드라이퍼스 등이 주연으로 출연하였다.
1959년 소설 The Apprenticeship of Duddy Kravitz에 기반을 둔다. 베를린 국제 영화제에서 황금곰상을 받았다.

## 출연

### 주연
- 리처드 드라이퍼스
- 잭 워든
- 랜디 퀘이드

### 조연
- 덴홈 엘리어트
- 미쉘린 랑크토
- 조셉 와이즈먼
- 조 실버